# 蘭迪·美林
蘭迪·美林是美國母帶製作人。他在2012年，因參與愛黛兒專輯《25》獲得葛萊美獎。 他還和眨眼182、DAY6、Lady Gaga、凱蒂·佩芮、泰勒·斯威夫特等藝人有過合作。